# Benito di Paula
Uday Vellozo MT, plus connu sous son nom de scène Benito di Paula, né le 28 novembre 1941 à Nova Friburgo, est un pianiste, chanteur et compositeur brésilien.

## Biographie
Uday Vellozo naît le 28 novembre 1941 à Nova Friburgo.
Son père, retraité du concessionnaire automobile Leopoldina Station, joue de divers instruments (piano, mandoline, guitare). Ses frères Ney et Jota Veloso sont multi-instrumentistes.
Le promoteur de sa carrière Alfredo Motta l'invite, alors qu'il a entre 15 et 16 ans, à chanter à l'hôtel Avenida, dans le centre de Nova Friburgo.
En 1956, il enregistre son premier disque avec Portinho et son orchestre : la chanson Final.
À 17 ans, il part faire son service militaire à Rio de Janeiro. Il vit à Morro da Formiga, à Tijuca, au nord de la ville.
Dans les années 1960, il travaille comme crooner dans les boîtes de nuit de Rio de Janeiro, principalement au Balalaika nightclub de Copacabana. Il chante ensuite et joue du piano dans des boîtes de nuit de Santos et de São Paulo, dans des lieux tels que la Catedral do Samba, dans le quartier de Bixiga.
En 1966, il sort un disque sur le label Continental, avec Final et Bem Feito.
En 1968, il enregistre un autre disque avec sa propre chanson Canção para o nosso amor et Andança, d'Edmundo Souto, Danilo Caymmi et Paulinho Tapajós, popularisée par Beth Carvalho. À cette époque, il change son nom de scène d'Uday Veloso à Benito di Paula, un nom inventé par lui et par son promoteur et ami Alfredo Motta. La même année, il enregistre un album commun avec d'autres artistes, intitulé Para Você, avec trois chansons de son cru, Mocidade é Alegria, Mestre et Natal no Brasil. Il enregistre également la composition de J.M. Ferreira et Mariza Saboya, Espera.
En 1969, il inclut la chanson Canção para o nosso amor dans la bande sonore du feuilleton Nino, o italianinho de TV Tupi. La même année, il donne des compositions et des paroles à d'autres artistes. Ronnie Von enregistre Foi Bom sur son album A Misteriosa Luta Do Reino De Parassempre Contra O Império De Nunca Mais.
En 1971, le label Copacabana l'invite à enregistrer un disque en tant que crooner, qui comprend Jeus Cristo (Roberto et Erasmo Carlos), Azul da cor do mar (Tim Maia) et Apesar de você, de Chico Buarque, qui est également censuré à la radio. Sur ce même disque, il interprète également quatre de ses propres compositions, dont Violão não se emprestesta a ninguém, qui est la chanson qui fait vendre le disque. Sa composition Retalhos de cetim connaît un grand succès dans les boîtes de nuit de São Paulo, en particulier au Teleco-Teco, un lieu fréquenté par des sambistas tels que Cyro Monteiro et Monsueto. En raison du succès de cette chanson, il est invité à enregistrer un disque pour Copacabana, mais avec la chanson Ela. Retalhos de cetim n'est enregistrée que sur un deuxième disque du même label. Cette même composition lui ouvre les portes du succès au Brésil et à l'étranger, ayant été enregistrée par Jair Rodrigues, l'orchestre de Paul Mauriat et le guitariste américain Charlie Byrd, figurant parmi les compositions sélectionnées par l'historien Jairo Severiano comme l'un des plus grands succès de 1973. Le single se vend à plus de 150 000 exemplaires.
En 1974, 1975 et 1976, respectivement, trois autres de ses compositions sont des succès : Se não é amor, Beleza que é você mulher et Vai ficar na saudade.
En 1975, il anime l'émission Brasil Som 7 sur TV Tupi à São Paulo, qui donne lieu à un album qui sort la même année, dans lequel figurent certains de ses invités, dont Elizete Cardoso, Wando et Bebeto. La même année, aux côtés d'Elizete Cardoso, Paulinho da Viola, Gilberto Gil, Jorge Ben, Beth Carvalho, Sônia Santos, Quinteto Violado et Cláudia, il fait partie de la délégation brésilienne qui participe au festival MIDEM+ (Marché international du disque et de l'édition musicale) à Cannes, en France. Toujours en 1974 et 1975, il sort la chanson Charlie Brown, qui connaît un tel succès que Chico Buarque se réfère à Charlie Brown comme s'il s'agissait d'un véritable personnage.
En 1977, il sort le disque Benito Di Paula sur Copacabana, avec la participation spéciale de l'orchestre régional de Canhoto.
En 1981, il enregistre le disque Benito Di Paula pour EMI Odeon BR. Il revient sur le label Copacabana en 1987, enregistrant un autre disque avec son nom dans le titre.
En raison de sa silhouette inhabituelle parmi les sambistas de l'époque (moustache et cheveux longs) et de ses sambas romantiques, il est qualifié de ringard et de brega.
En 1998, il participe au "Projeto Seis e Meia" au théâtre João Caetano de Rio de Janeiro. À cette occasion, il joue avec la pianiste Carolina Cardoso de Menezes, qui donne son dernier concert. À la même époque, Paulinho Moska réenregistre Retalhos de cetim avec un grand succès.
En 2002, le groupe de pagode Revelação réenregistre Do jeito que a vida quer avec un grand succès. La même année, Eduardo Granja Coutinho publie le livre Velhas Histórias, memórias futuras (Editora Uerj), dans lequel l'auteur fait plusieurs références au compositeur.
En 2003, Do jeito que a vida quer (avec le groupe Revelação) est l'une des chansons les plus jouées sur les stations de pagode segmentées de Rio de Janeiro et de tout le Brésil. La même année, Alcione réenregistre Retalhos de cetim, l'un des plus grands succès du compositeur, sur le disque Alcione ao vivo 2.
En 2004, il se produit à la Lona Cultural João Bosco à Rio de Janeiro.
En 2008, le groupe féminin Samba de Rainha de Minas Gerais réenregistre Retalho de cetim sur son CD Vivendo samba.
En 2009, il se produit au Vivo Rio, l'une des plus grandes salles de concert de Rio de Janeiro. À cette occasion, il enregistre un DVD contenant les plus grands succès de sa carrière et quatre nouvelles compositions (Quero ser seu amigo, Pagode da cigana, Ficar ficamos et Unidos de Tom Jobim, un hommage au maestro). Parmi les succès interprétés figurent Retalho de cetim, Mulher brasileira, Tudo está no seu lugar, A beleza que é você, mulher et Charlie Brown, ainsi que Ah, como eu amei (par ses frères Ney et Jota Veloso) et Me dê motivo (Michel Sullivan et Paulo Massadas), accompagné d'un groupe composé de Jorge Cardoso (direction musicale), Ney Veloso (guitare), son neveu Kauan Veloso (cavaquinho), Téo Lima (batterie), Edu (basse), Luiz Felipe (guitare à sept cordes), Ivanildo, Pirulito et Esguleba (percussions), Jussara, Jurema, Jefferson et Nélio (chœurs) et son fils Rodrigo Veloso au piano. Le DVD comprend également Bandeira do samba, Do jeito que a vida quer, Como dizia o mestre, Assoviar e chupar cana, Se não é por amor, Osso duro de roer, Maria baiana Maria, Sanfona branca et Violão não se emprestesta a ninguém.
En 2011, aux côtés d'Arnaldo Antunes, Alcione, Leci Brandão, Beth Carvalho, Tânia Maria, Zeca Baleiro, Verônica Ferriani, Cida Moreira, Fabiana Cozza, Diogo Nogueira et Milena, il participe au CD hommage à Nelson Cavaquinho intitulé Uma flor para Nelson Cavaquinho, édité par le label Lua Music, dans lequel il interprète le titre Rugas, de Nelson Cavaquinho, Augusto Garcez et Ari Monteiro.
En 2016, il est invité par le label 74 Music à enregistrer l'album Essa Felicidade é Nossa, avec la participation spéciale de Fernanda Takai.
En novembre 2020 il publie l'album O Infalível Zen sur les plateformes Internet avec son fils Rodrigo Vellozo.

### Descendance
Son fils Rodrigo Veloso poursuit une carrière artistique en tant que chanteur et pianiste. En 2019, son fils André Vellozo meurt à l'âge de 36 ans.